# KCTD13
KCTD13 (англ. Potassium channel tetramerization domain containing 13) – білок, який кодується однойменним геном, розташованим у людей на короткому плечі 16-ї хромосоми. Довжина поліпептидного ланцюга білка становить 329 амінокислот, а молекулярна маса — 36 357.
| 10         |  | 20         |  | 30         |  | 40         |  | 50         |
| ---------- |  | ---------- |  | ---------- |  | ---------- |  | ---------- |
| MSAEASGPAA |  | AAAPSLEAPK |  | PSGLEPGPAA |  | YGLKPLTPNS |  | KYVKLNVGGS |
| LHYTTLRTLT |  | GQDTMLKAMF |  | SGRVEVLTDA |  | GGWVLIDRSG |  | RHFGTILNYL |
| RDGSVPLPES |  | TRELGELLGE |  | ARYYLVQGLI |  | EDCQLALQQK |  | RETLSPLCLI |
| PMVTSPREEQ |  | QLLASTSKPV |  | VKLLHNRSNN |  | KYSYTSTSDD |  | NLLKNIELFD |
| KLALRFHGRL |  | LFLKDVLGDE |  | ICCWSFYGQG |  | RKIAEVCCTS |  | IVYATEKKQT |
| KVEFPEARIF |  | EETLNILIYE |  | TPRGPDPALL |  | EATGGAAGAG |  | GAGRGEDEEN |
| REHRVRRIHV |  | RRHITHDERP |  | HGQQIVFKD  |  |            |  |            |

A: Аланін

C: Цистеїн

D: Аспарагінова кислота

E: Глутамінова кислота

F: Фенілаланін

G: Гліцин

H: Гістидин

I: Ізолейцин

K: Лізин

L: Лейцин

M: Метіонін

N: Аспарагін

P: Пролін

Q: Глутамін

R: Аргінін

S: Серин

T: Треонін

V: Валін

W: Триптофан

Задіяний у такому біологічному процесі, як убіквітинування білків. 
Локалізований у ядрі.